# Catedral ortodoxa griega de San Jorge
La Catedral Ortodoxa Griega de San Jorge o bien la Catedral de San Jorge (en árabe:  كاتدرائية القديس جاورجيوس للروم الارثودكس)  es la sede del obispo metropolitano  Ortodoxo griego de la Arquidiócesis Ortodoxa de Beirut y sus dependencias, en el país asiático del Líbano]. Es la más antigua iglesia existente de la ciudad.  El establecimiento de la Arquidiócesis de Beirut se atribuye según la tradición ortodoxa griega al Apóstol Quartus de Berytus, uno de los "setenta discípulos", quien se desempeñó como primer obispo de Beirut. El emperador bizantino Teodosio II emitió un decreto c. 449 - c. 450 AD elevando el obispado de Beirut al rango de obispo Metropolitano. La ciudad era hasta entonces una diócesis de la Metrópoli de Tiro. 
En 1772 la iglesia fue reconstruida en una planta cruciforme, con tres naves, se añadió un nuevo pórtico a la fachada norte, la principal fachada occidental fue ampliada y un nuevo campanario fue construido en la esquina noroccidental.